# Amber Gray
Amber Gray (Fort Belvoir, 2 aprile 1981) è un'attrice e cantante statunitense.

## Biografia
Figlia di un militare statunitense, Amber Gray è cresciuta tra gli USA e l'Europa, prima di trasferirsi stabilmente in Massachusetts da adolescente. Dopo aver studiato recitazione all'Università di Boston e alla New York University, fece il suo debutto professionale nel musical Ain't Misbehavin in scena a Boston nel 2004. È stata coinvolta con la produzione di Natasha, Pierre & The Great Comet of 1812 dal primo allestimento nell'Off Off Broadway nel 2012 fino al debutto a Broadway nel 2016; per la sua interpretazione nel ruolo della princepessa Hélène Kuragina vinse il Theatre World Award.
Contemporaneamente, Gray tornò a lavorare con Rebecca Chavnik, regista di Natasha, per il musical di Anaïs Mitchell Hadestown, in cui recitò nell'Off Broadway (2016), Edmonton in Canada (2017), Londra (2018) e Broadway (2019). Per la sua performance nel ruolo di Persefone è stata candidata al Lucille Lortel Award e al Tony Award alla miglior attrice non protagonista in un musical e ha vinto il Sterling Award e il Grammy Award al miglior album di un musical teatrale.
È sposata con Gaylen Hamilton dal 2011 e la coppia ha avuto due figli.

## Filmografia

### Cinema
- Master - La specialista, regia di Mariama Diallo (2022)

### Televisione
- Law & Order - Unità vittime speciali (Law & Order: Special Victims Unit) - serie TV, 1 episodio (2007)
- Escape at Dannemora, regia di Ben Stiller - miniserie TV, 2 puntate (2018)
- Bull - serie TV, episodio 5x06 (2020)
- La ferrovia sotterranea (The Underground Railroad) - miniserie TV, 2 puntate (2021)
- The Gilded Age – serie TV, episodio 2x05 (2023)

## Teatro
- Ain't Misbehavin' , Huntington Theatre Company di Boston (2004)
- Il ventaglio di Lady Windermere, Huntington Theatre Company di Boston (2005)
- On the Razzle, Williamstown Theatre Festival di Williamstown (2005)
- Prudence, Connecticut Repertory Theatre di Mansfield (2005)
- Reverend Billy and the Church of Stop Shopping, tour statunitense (2006)
- Sogno di una notte di mezza estate, Villa la Pietra di Firenze, Classic Stage Company di New York (2009)
- The Octoroon, P.S. 122 di New York (2010)
- Banished Children of Eve, Irish Repertory Theatre di New York (2010)
- Sueño, Atlas Theatre di New York (2011)
- The TEAM's Mission Drift, Londra, Edimburgo, Salisburgo, Hong Kong (2011-2013)
- All Hands, Hoi Polloi di New York (2012)
- We Play for the Gods, Women's Project di New York (2012)
- The World is Round, Ripe Time di New York (2012)
- Natasha, Pierre & The Great Comet of 1812, Ars Nova di New York (2012)
- Eager to Lose, Ars Nova di New York (2012)
- Natasha, Pierre & The Great Comet of 1812, Kazino Meatpacking District di New York (2013)
- Natasha, Pierre & The Great Comet of 1812, Kazino Times Square di New York (2014)
- An Octoroon, Soho Rep di New York (2014)
- A 24 Decade History of Popular Music: 1900's-1950's, New York Lives Art di New York (2015)
- An Octoroon, Theatre for a New Audience di New York (2015)
- Oklahoma!, Bard SummerScape di Annandale-On-Hudson (2015)
- Ifigenia in Aulide, Classic Stage Company di New York (2016)
- Hadestown, New York City Workshop di New York (2016)
- Natasha, Pierre & The Great Comet of 1812, Imperial Theatre di Broadway (2016)
- Hadestown, Citadel Theatre di Edmonton (2017), National Theatre di Londra (2018), Walter Kerr Theatre di Broadway (2019)
- Macbeth, Longacre Theatre di Broadway (2022)
- Here We Are, The Shed dell'Off-Broadway (2023)

## Doppiatrici italiane
- Ilaria Latini in Bull